# Марк Аквилий Регул
Марк Аквилий Регул (на латински: Marcus Aquilius Regulus) е доносчик и информатор на Нерон.
Произлиза от фамилията Аквилии, клон Регул. Той обвинява през 66 г. в предателство Сервий Корнелий Сципион (консул 51 г., проконсул на провинция Африка 62/63 г.) пред Сената, който е екзекутиран по нареждане на Нерон.
Плиний пише за него.